# Ma’oz Chajjim
Ma’oz Chajjim (hebr. מעוז חיים; ang. Ma’oz Hayyim lub Maoz Haim; pol. Twierdza Chaima) – kibuc położony w Samorządzie Regionu Emek ha-Majanot, w Dystrykcie Północnym, w Izraelu. Członek Ruchu Kibuców (Ha-Tenu’a ha-Kibbucit).

## Położenie
Kibuc Ma’oz Chajjim jest położony na wysokości 245 metrów p.p.m. w Dolinie Bet Sze’an, będącej częścią Doliny Jordanu na północy Izraela. Okoliczny teren łagodnie opada w kierunku wschodnim, gdzie w odległości około 500 metrów od kibucu przepływa rzeka Jordan. Na północny zachód od kibucu znajdują się liczne stawy hodowlane zasilane wodą z rzeki Charod. Na północy łączy się ona ze strumieniem Nachal Chamadja, i w odległości około 1,5 km na północ od kibucu, wpadają do rzeki Jordan. Obszar znajdujący się na południu jest stosunkowo płaski. Tereny te są wykorzystywane pod intensywną działalność rolniczą. W otoczeniu kibucu Ma’oz Chajjim znajdują się kibuce Chamadja, Newe Etan i Kefar Ruppin. Wzdłuż rzeki Jordan przebiega granica jordańsko-izraelska. Jest tu przejście graniczne Rzeka Jordan. Po stronie jordańskiej jest miejscowość Al-Maszari, oraz wioski Al-Harawijja, Al-Dżasura i Kalla’at.
Ma’oz Chajjim jest położony w Samorządzie Regionu Emek ha-Majanot, w Poddystrykcie Jezreel, w Dystrykcie Północnym Izraela.

## Historia

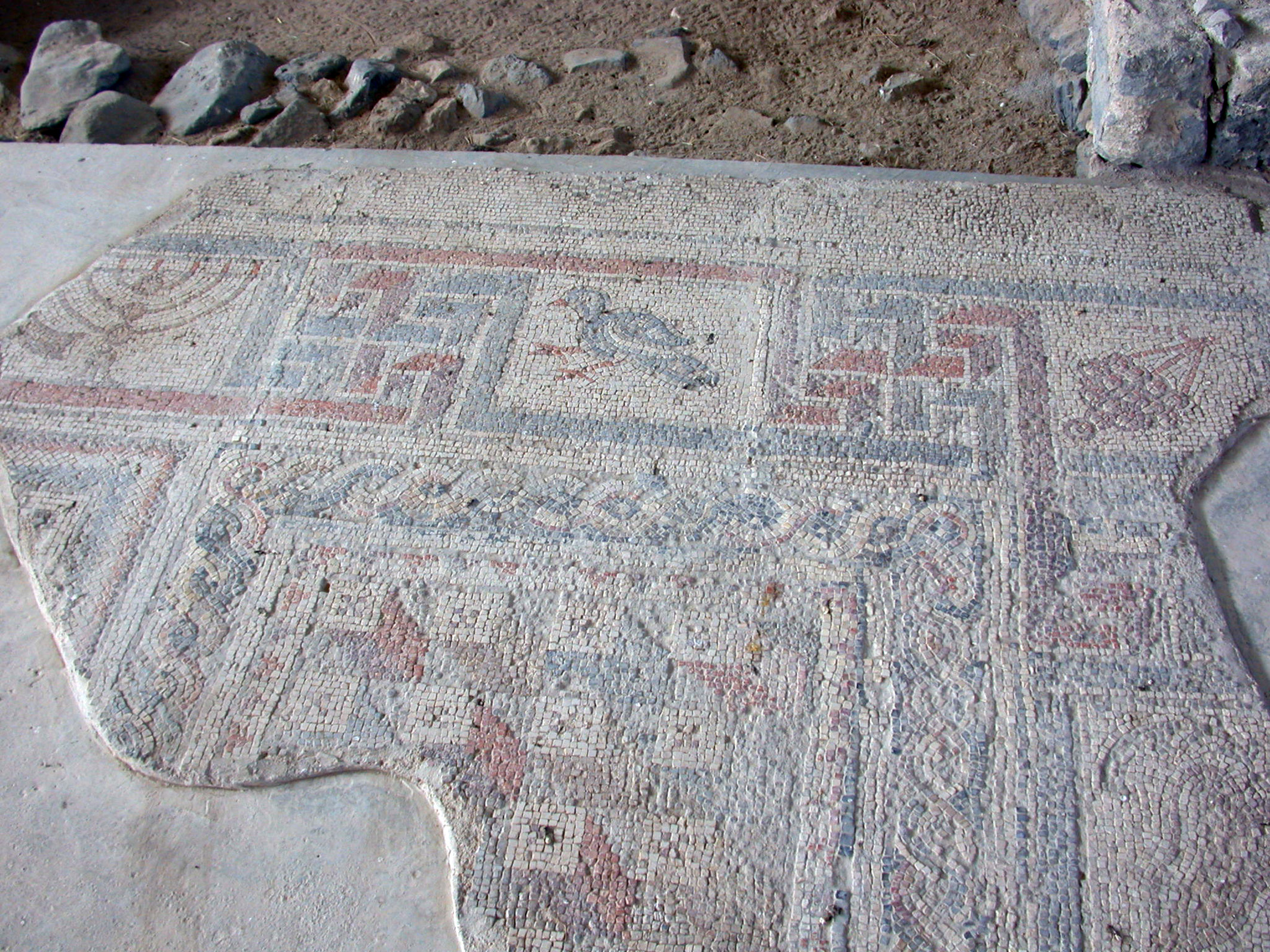
Mozaika podłogowa synagogi Ma’oz Chajjim

Pierwotnie w okolicy tej znajdowała się arabska wieś al-Ghazzawija. W wyniku I wojny światowej w 1918 roku cała Palestyna przeszła pod panowanie Brytyjczyków, którzy w 1921 roku utworzyli Brytyjski Mandat Palestyny. Otworzyło to drogę dla osadnictwa żydowskiego w Palestynie. Organizacje syjonistyczne od początku 30. lat XX wieku interesowały się Doliną Bet Sze’an i wykupywały grunty rolne od arabskich właścicieli, jednak pierwsza żydowska osada powstała tutaj dopiero w 1936 roku - był to położony w zachodniej części doliny kibuc Nir Dawid. W 1937 roku na północy doliny powstały kibuc Sede Nachum i moszaw Bet Josef, oraz położone bliżej rzeki Jordan dwa kibuce Ma’oz Chajjim i bardziej na południu Tirat Cewi.
Grupa założycielska składała się z żydowskich imigrantów z Polski i Niemiec. Po przejściu szkolenia rolniczego przyjechali oni do Doliny Bet Sze’an i w 1937 roku założyli w pobliżu rzeki Jordan nowy kibuc. Była to typowa na owe czasy żydowska osada rolnicza z obronną palisadą i wieżą obserwacyjną. Początkowo nazywała się on Ma’oz (hebr. מעוז; pol. Twierdza). Były to bardzo niebezpieczne czasy, gdyż trwało arabskie powstanie w Palestynie. W późniejszym czasie zmieniono nazwę na Ma’oz Chajjim (pol. Twierdza Chaima), oddając w ten sposób cześć Chaimowi Szturman. Był on członkiem organizacji paramilitarnej Hagana. W dniu 14 września 1938 roku zginął on wraz z dwoma przyjaciółmi, gdy ich samochód najechał na podłożoną przez Arabów minę. W 1941 wybudowano pierwszy dom – wcześniej mieszkano w namiotach. W poszukiwaniu skutecznego rozwiązania narastającego konfliktu izraelsko-arabskiego w dniu 29 listopada 1947 roku została przyjęta Rezolucja Zgromadzenia Ogólnego ONZ nr 181. Zakładała ona między innymi, że kibuc Ma’oz Chajjim miał znaleźć się w granicach nowo utworzonego państwa żydowskiego. Arabowie odrzucili tę rezolucję i dzień później doprowadzili do wybuchu wojny domowej w Mandacie Palestyny. Już w pierwszych dniach wojny całkowicie została sparaliżowana żydowska komunikacja w okolicy, co zmusiło organizację żydowskiej samoobrony Haganę do przeprowadzenia licznych operacji w tym rejonie. Na początku I wojny izraelsko-arabskiej w dniu 20 maja 1948 roku zajęta i wysiedlona została arabska wieś al-Ghazzawija. Po wojnie, jej grunty przejął kibuc Ma’oz Chajjim.
Podczas wojny na wyczerpanie (1967–1970) kibuc był wielokrotnie ostrzeliwany przez jordańską artylerię. W latach 90. XX wieku kibuc przeszedł przez proces prywatyzacji, zachowując kolektywną organizację instytucji kultury, edukacji i ochrony zdrowia.

## Demografia
W kibucu w większości mieszkają Żydzi:

## Gospodarka i infrastruktura
Gospodarka kibucu opiera się na intensywnym rolnictwie i sadownictwie. Uprawy polowe obejmują buraki cukrowe, marchew, cebulę, ziemniaki, bawełnę, lucernę, arbuzy, pszenicę, słoneczniki, kukurydzę. W sadach uprawia się mango, awokado i liczi chińskie. Jest także ferma drobiu nastawiona na produkcję jaj, oraz obora bydła mlecznego. Na północ od kibucu są duże stawy hodowlane produkujące ryby. Z przemysłu znajduje się tutaj zakład Polyraz Plastic Industries, produkujący opakowania z tworzyw sztucznych. W kibucu jest przychodnia zdrowia, sklep wielobranżowy i warsztat mechaniczny.

## Transport
Z kibucu wyjeżdża się na wschód na lokalną drogę nr 6688, którą jadąc na południe dojeżdża się do kibucu Kefar Ruppin, lub jadąc na północ, dojeżdża się do przebiegającej przy kibucu drogi nr 71. Jadąc nią na wschód dojeżdża się do przejścia granicznego izraelsko-jordańskiego na rzece Jordan. Natomiast jadąc na zachód dojeżdża się do kibucu Newe Etan, i dalej do skrzyżowania z drogą nr 90 i miasta Bet Sze’an.

## Edukacja i kultura
Kibuc utrzymuje przedszkole. Starsze dzieci są dowożone do szkoły podstawowej w kibucu Chamadja i szkoły średniej w kibucu Newe Etan. W kibucu jest ośrodek kultury z biblioteką, basen kąpielowy, sala sportowa z siłownią i centrum fitness, boisko do piłki nożnej oraz korty tenisowe. Przy obiektach sportowych jest ogród publiczny Gan Zikaron, poświęcony pamięci założycieli kibucu.

## Turystyka
Przy wjeździe do kibucu znajdują się betonowe zapory, które podczas minionych wojen służyły do blokowania wjazdu oraz jako osłony przed ostrzałem. W północno-zachodniej części kibucu utworzono ogród Gan Zikaron, w którym znajduje się między innymi pomnik pamięci ofiar Holocaustu. Bezpośrednio w sąsiedztwie kibucu, na zachód od zewnętrznego ogrodzenia, znajduje się stanowisko archeologiczne na którym odkryto pozostałości średniowiecznej synagogi. Wykopaliska odkryły podłogową mozaikę z wizerunkiem siedmioramiennego świecznika. Synagoga jest datowana na okres V-VII wieku.
Okoliczne stawy hodowlane są popularnym miejscem obserwacji ptactwa wodnego, które odpoczywa tutaj podczas migracji. Stawy rybne zajmują powierzchnię około 1000 hektarów. Natomiast na południe od kibucu jest położony rezerwat przyrody Choreszat zakkum Ma’oz Chajjim, w którym rosną rzadko spotykane drzewa balsamowe.